# Phaedinus abnormalis
Phaedinus abnormalis là một loài bọ cánh cứng trong họ Cerambycidae.